# Fotsiforia malabarensis
Fotsiforia malabarensis är en stekelart som beskrevs av Sudheer 2004. Fotsiforia malabarensis ingår i släktet Fotsiforia och familjen brokparasitsteklar. Inga underarter finns listade i Catalogue of Life.